# 일반상대론의 검증
일반 상대성 이론에 대한 검증은 일반 상대성이론에 대한 관찰 증거를 확립하는 데 사용된다. 1915년 알베르트 아인슈타인이 제안한 처음 세 가지 테스트는 수성 근일점의 "비정상적인" 세차 운동, 중력장에서의 빛의 휘어짐, 중력적색편이에 관한 것이었다. 수성의 세차운동은 이미 알려져 있었다. 일반 상대성이론의 예측에 따라 빛이 휘어진다는 것을 보여주는 실험이 1919년에 수행되었고, 이후의 실험에서는 점점 더 정확한 측정이 이루어졌다. 과학자들은 1925년에 중력 적색편이를 측정했다고 주장했지만, 이론을 실제로 확인할 만큼 민감한 측정은 1954년까지 이루어지지 않았다. 1959년에 시작된 보다 정확한 프로그램은 약한 중력장 한계에서 일반 상대성 이론을 시험했으며, 이론과의 편차를 크게 제한했다.
1970년대에 과학자들은 어윈 샤피로가 태양 근처에서 레이더 신호가 전달되는 데 걸리는 상대론적 시간 지연을 측정한 것을 시작으로 추가 테스트를 시작했다. 헐스, 테일러 등은 1974년부터 태양계에서 발견되는 것보다 훨씬 강한 중력장을 받는 쌍성 펄사의 행동을 연구했다. 약한 자기장 한계(태양계처럼)와 이중 펄서 계에 존재하는 강한 자기장 모두에서 일반 상대성 이론의 예측은 매우 잘 검증되었다.
2016년 2월, Advanced LIGO 팀은 블랙홀 합병에서 발생하는 중력파를 직접 감지했다고 발표했다. 이번 발견은 2016년 6월과 2017년 6월에 발표된 추가 탐지와 함께 매우 강한 자기장 한계에서 일반 상대성 이론을 테스트했으며 지금까지 이론에서 벗어난 것이 없음을 관찰했다.

## 고전적 검증
알베르트 아인슈타인은 1916년에 일반 상대성 이론의 세 가지 테스트를 제안했으며 이를 이후 일반 상대성 이론의 "고전적 테스트"라고 불렀다.
1. 수성 궤도의 근일점 세차 운동
2. 태양에 의한 빛의 굴절
3. 빛의 중력적 적색편이

### 수성의 근일점 세차 운동
뉴턴 물리학에 따르면, 구형 질량을 중심으로 공전하는 (격리된) 2체계의 물체는 타원의 초점에 계의 질량 중심을 두고 타원을 그린다. 가장 가까이 접근하는 지점을 근일점 (중심 천체가 태양일 때는 근일점 )이라고 하며, 이 지점은 고정되어 있다. 따라서 타원의 장축은 공간에 고정된 채로 유지된다. 두 물체 모두 이 계의 질량 중심을 중심으로 공전하므로 각자 고유한 타원을 가지고 있다. 그러나 태양계의 여러 효과로 인해 행성의 근일점이 궤도면에서 태양 주위를 세차운동(회전)하거나, 동등하게 주요 축이 질량 중심을 중심으로 회전하여 공간에서의 방향이 변경된다. 주된 원인은 다른 행성들이 서로의 궤도를 방해하기 때문이다.
수성은 뉴턴의 효과로 예측된 세차운동에서 벗어난다. 수성 궤도 근일점의 세차 운동의 비정상적인 속도는 1859년에 위르뱅 르베리에가 천체역학의 문제로 처음 인식했다. 1697년부터 1848년까지 태양 원반 위를 지나는 수성의 이동에 대한 이용 가능한 정기 관측치를 재분석한 결과, 세차의 실제 속도는 뉴턴의 이론에서 예측한 속도와 일치하지 않았다. 여러 가지 임시방편적이고 결국에는 실패로 끝난 해결책이 제안되었지만, 오히려 더 많은 문제를 야기하는 경향이 있었다. 르베르에는 수성의 행동을 설명하기 위해 또 다른 가상 행성이 존재할 수 있다고 제안했다. 이전에 천왕성 궤도의 섭동을 바탕으로 해왕성을 탐색하는 데 성공한 사례가 있어 천문학자들은 이러한 가능한 설명에 어느 정도 믿음을 두었고, 이 가상의 행성에는 벌컨 이라는 이름이 붙었다. 마침내 1908년, 리크 천문대 소장 윌리엄 월리스 캠벨은 리크의 천문학자 페린이 세 차례의 일식 탐사에서 포괄적인 사진 관측을 한 후, "제 생각에 페린 박사가 1901년, 1905년, 1908년의 세 차례 일식에서 한 작업은 유명한 수성 내부 행성 문제의 관측 측면을 확실히 마무리했다."라고 말했다. 그 후, 벌컨의 증거는 발견되지 않았고, 아인슈타인의 1915년 일반 이론이 수성의 비정상적인 세차 운동을 설명했다.
일반 상대성 이론에서, 궤도 타원의 궤도 평면 내에서의 방향 변화, 즉 잔여 세차 운동은 시공간의 곡률에 의해 매개되는 중력으로 설명된다. 아인슈타인은 일반 상대성 이론 이 관찰된 근일점 이동량과 밀접하게 일치함을 보여주었다. 이는 일반 상대성 이론의 채택을 촉진하는 강력한 요인이었다.

### 태양에 의한 빛의 굴절
빛의 굴절에 대한 첫 번째 관찰은 천구에서 태양 근처를 지날 때 항성의 위치가 바뀌는 것을 기록함으로써 수행되었다. 관찰은 1919년 5월 29일 일식 동안 아서 스탠리 에딩턴과 그의 협력자들에 의해 수행되었다. 당시 태양 근처 별(당시 황소자리에 있었음)을 관찰할 수 있었다. 그 결과는 엄청난 뉴스로 받아들여졌고 대부분의 주요 신문의 1면을 장식했다. 이로 인해 아인슈타인과 그의 일반 상대성 이론이 세계적으로 유명해졌다.

### 빛의 중력적 적색편이
아인슈타인은 1907년에 등가원리를 이용하여 빛의 중력적색편이를 예측했으며, 이 효과는 매우 강한 중력장을 가진 백색왜성의 스펙트럼 선에서 측정될 수 있을 것이라고 예측했다. 별 스펙트럼의 중력적 적색편이를 측정하려는 초기 시도는 1925년 월터 시드니 애덤스에 의해 이루어졌지만 결과는 오염으로 인해 사용할 수 없다는 비판을 받았다. 백색왜성의 중력적 적색편이를 측정한 것은 1954년 포퍼(Popper)에 의해 이루어졌다.

## 현대적 검증
실험적으로는 우주 탐사, 일렉트로닉스, 응집물질물리학의 새로운 발전으로 파운드-레브카 실험, 레이저 간섭계, 달 거리 측정 과 같은 더욱 정밀한 실험이 가능해졌다.

### 중력 렌즈
가장 중요한 실험 중 하나가 중력렌즈이다. 먼 천체물리학적 소스에서도 관찰되었지만, 이러한 소스는 제대로 제어되지 않았으며 일반 상대성 이론을 어떻게 제한하는지는 불확실하다. 가장 정밀한 실험은 에딩턴이 1919년에 실시한 실험과 유사하다. 즉, 먼 곳의 복사선이 태양에 의해 휘어지는 정도를 측정하는 것이다. 가장 정확하게 분석할 수 있는 소스는 먼 거리 의 전파원이다. 특히, 일부 퀘이사는 매우 강력한 전파원이다. 망원경의 지향성 분해능은 원칙적으로 회절에 의해 제한된다. 전파 망원경의 경우 이는 실제적인 한계이기도 하다. 지구 전역에 있는 전파 망원경을 결합함으로써 위치상의 높은 정확도(밀리초각에서 마이크로초각까지)를 얻는 데 있어 중요한 개선이 이루어졌다. 이 기술은 초장기선 간섭계 (VLBI)라고 불린다. 이 기술을 이용하면 먼 거리에 떨어져 있는 망원경에서 관측한 무선 신호의 위상 정보를 무선 관측을 통해 결합할 수 있다. 최근 이들 망원경은 태양에 의한 전파의 편향을 극히 높은 정밀도로 측정하여 일반상대성이론에서 예측한 편향량을 0.03% 수준으로 확인했다. 이 수준의 정밀도에서는 지구상에서 망원경의 정확한 위치를 결정하기 위해 체계적인 효과를 주의 깊게 고려해야 한다. 중요한 효과로는 지구의 진동, 자전, 대기의 굴절, 지각 변동, 해일 등이 있다. 또 다른 중요한 효과는 태양 코로나에 의한 전파의 굴절이다. 다행히도 이 효과는 특징적인 스펙트럼을 갖는 반면, 중력 왜곡은 파장에 무관하다. 따라서 여러 주파수에서 측정한 값을 신중하게 분석하면 이러한 오차의 원인을 제거할 수 있다.

## 강력한 중력장 테스트
블랙홀 근처에 존재하는 매우 강력한 중력장, 특히 활동은하핵과 더 활동적인 퀘이사에 에너지를 공급하는 것으로 생각되는 초대질량 블랙홀은 집중적으로 연구가 이루어지는 분야에 속한다. 이러한 퀘이사와 활동 은하핵을 관찰하는 것은 어렵고, 관찰 결과를 해석하는 것은 일반 상대성 이론이나 경쟁하는 기본 중력 이론이 아닌 천체물리학 모델에 크게 의존하지만, 일반 상대성 이론에서 모델화한 블랙홀 개념과 질적으로 일관성이 있다.
펄사는 빠르게 회전하는 중성자별로, 회전하면서 규칙적인 전파 펄스를 방출한다. 따라서 이들은 궤도 운동을 매우 정확하게 모니터링할 수 있는 시계 역할을 한다. 다른 별 주위를 도는 펄서를 관찰한 결과, 고전적 방법으로는 설명할 수 없지만 일반 상대성 이론을 사용하면 설명할 수 있는 상당한 근일점 세차 운동이 나타났다.
두 개의 중성자별이나 블랙홀이 합쳐지는 등의 천문 현상에서 발생하는 중력파를 직접 감지하기 위해 여러 대의 중력파 검출기가 제작되었다. 2016년 2월, Advanced LIGO 팀은 중력파를 직접 감지했다고 발표했다. 그리고 2016년 6월, 2017년 6월, 2017년 8월에 추가 감지가 발표되었다.